# Вернон (приход)
Ве́рнон (англ. Vernon Parish, фр. Paroisse de Vernon) — приход штата Луизиана, США. Официально образован в 1871 году. По состоянию на 2010 год, численность населения составляла 52 334 человека.

## География
По данным Бюро переписи США, общая площадь прихода равняется 3 473,193 км2, из которых 3 439,523 км2 — суша, и 36,260 км2, или 1,000 %, — это водоёмы.

## Население
По данным переписи населения 2010 года на территории прихода проживает 52 334 жителя в составе 18 590 домашних хозяйств. Плотность населения составляет 15,00 человек на км2. Расовый состав населения: белые — 75,70 %, афроамериканцы — 14,20 %, коренные американцы (индейцы) — 1,40 %, азиаты — 1,80 %, гавайцы — 0,50 %, представители других рас — 0,00 %, представители двух или более рас — 4,10 %. Испаноязычные составляли 7,20 % населения независимо от расы.
Средний размер домашнего хозяйства составляет 2,644 человека.
Возрастной состав прихода: 9,20 % моложе 5 лет, 27,70 % моложе 18 и 9,40 % от 65 и старше.
Средний доход на домохозяйство прихода составлял 42 322 USD. Доход на душу населения составлял 14 036 USD. Около 16,20 % семей и 18,60 % общего населения находились ниже черты бедности, в том числе — 18,00 % молодёжи (тех, кому ещё не исполнилось 18 лет) и 65,00 % тех, кому было уже больше 65 лет.